# Норильская ТЭЦ-3
Норильская ТЭЦ-3 — теплоэлектроцентраль, расположенная в городе Норильск, Красноярского края. Входит в состав ОАО «Норильско-Таймырская энергетическая компания».
Норильская ТЭЦ-3 предназначена для покрытия тепловых нагрузок Надеждинского металлургического завода и жилого района Кайеркан, использования утилизационного пара металлургического
производства и выработки электроэнергии.

## История
Норильская ТЭЦ-3 строилась с 1976 по 1986 годы по проекту Киевского отделения института «Теплоэлектропроект».
Строительство началось с ввода в эксплуатацию пиковой водогрейной котельной, которая обеспечила теплом первую очередь Надеждинского
металлургического завода. На пиковой котельной были смонтированы четыре водогрейных котла ПТВМ-180, котлы № 1 и 2 ввели в эксплуатацию в 1977 году, № 3 в 1978 году, № 4 в 1979 году.
30 октября 1980 года был запущен первый энергоблок в составе котла ТГМЕ-464 и турбины Т-100-130.
В 1981 году были включены в работу две турбины ПТ-60-90/13, работающие на паре, получаемом от котлов-утилизаторов Надеждинского металлургического завода.
В 1982 году был запущен энергоблок № 2 в составе котла ТГМЕ-464 и турбины Т-100-130.
В связи с ростом потребления Норильского промышленного района и прежде всего «Надежды» в 1985 году был введён энергоблок № 3 в составе котла ТГМЕ-464 и турбины Т-100-130.
В 1986 году запустили энергоблок № 4 в составе котла ТГМЕ-464 и турбины ПТ-80-130/13.

## Характеристики
Проектная электрическая мощность ТЭЦ-3 составляет — 580 МВт.
Проектная тепловая мощность — 1867 Гкал/ч, располагаемая мощность — 1049 Гкал/ч.
Отпуск тепла в горячей воде от ТЭЦ-3 потребителям района Кайеркан осуществляется централизовано по тепловым магистральным сетям в одном направлении.
Система теплоснабжения открытого типа. Регулирование отпуска тепла — централизованное. Система горячего водоснабжения — с непосредственным разбором горячей воды из систем теплоснабжения жилых, административно-бытовых и производственных зданий.
В летний период отпуск тепла на отопление не производится. Тепловые сети работают по тупиковой схеме. Теплогенерирующее оборудование используется для нагрева воды на ГВС. В летний период горячее водоснабжение осуществляется по одной из линий теплосети (прямой или обратной).